# Нозофилия
Нозофилията се отнася до тези, които се възбуждат от факта, че партньорът им е неизлечимо болен. Хиршфелд описва случаи на мъже, които се влюбват в неизлечимо болни жени и дори се женели за тях. Сексуалните им наклонности не оставали скрити за дълго време, при някакво неочаквано оздравяване на съпругите те бързо губели потентността си и интереса си към тях.